# Benedetto Lorenzelli
Benedetto Lorenzelli (ur. 11 maja 1853 w Badi di Castel di Casio, zm. 15 września 1915 w Bucciano) – włoski duchowny katolicki, dyplomata, wysoki urzędnik Kurii Rzymskiej, kardynał.

## Życiorys
Ukończył seminarium w Bolonii, a także Ateneum „S. Apolinare” w Rzymie (doktoraty z filozofii, teologii i prawa cywilnego i kanonicznego). Święcenia kapłańskie otrzymał 1 kwietnia 1876. W latach 1876–1884 wykładał filozofię na Ateneum „De Propaganda Fide”. Następnie był profesorem teologii dogmatycznej na rodzimym Ateneum „S. Apolinare”, jednocześnie pełniąc funkcję rektora Kolegium Czeskiego w Rzymie. W 1889 otrzymał honorowy doktorat uniwersytetu Laval w Kanadzie, w tym samym roku został też prywatnym szambelanem Jego Świątobliwości, a także attaché nuncjatury w Austrii. Od 1893 był internuncjuszem w Holandii i Belgii, a także otrzymał tytuł pronotariusza apostolskiego. 1 października 1896 mianowany nuncjuszem w Bawarii.
30 listopada 1896 otrzymał nominację na tytularnego arcybiskupa Sardes. Sakry udzielił mu kardynał Mariano Rampolla del Tindaro, Sekretarz Stanu Stolicy Apostolskiej. W 1899 mianowany nuncjuszem we Francji. W 1904 zakończył swą misję dyplomatyczną z powodu wypowiedzenia przez rząd francuski konkordatu i zerwaniu stosunków dyplomatycznych z Watykanem. 14 listopada 1904 zostaje arcybiskupem Lucca. Na konsystorzu z kwietnia 1907 kreowany kardynałem. W 1910 zrezygnował z rządów w archidiecezji. 13 lutego 1914 mianowany prefektem Świętej Kongregacji ds. Studiów. Urząd ten pełnił do śmierci. Brał udział w konklawe 1914.